# Lomariopsidaceae
Die Lomariopsidaceae sind eine Pflanzenfamilie der Echten Farne (Polypodiopsida). Seit 2017 gibt es etwa vier Gattungen mit etwa 70 Arten, die pantropisch verbreitet sind.

## Beschreibung

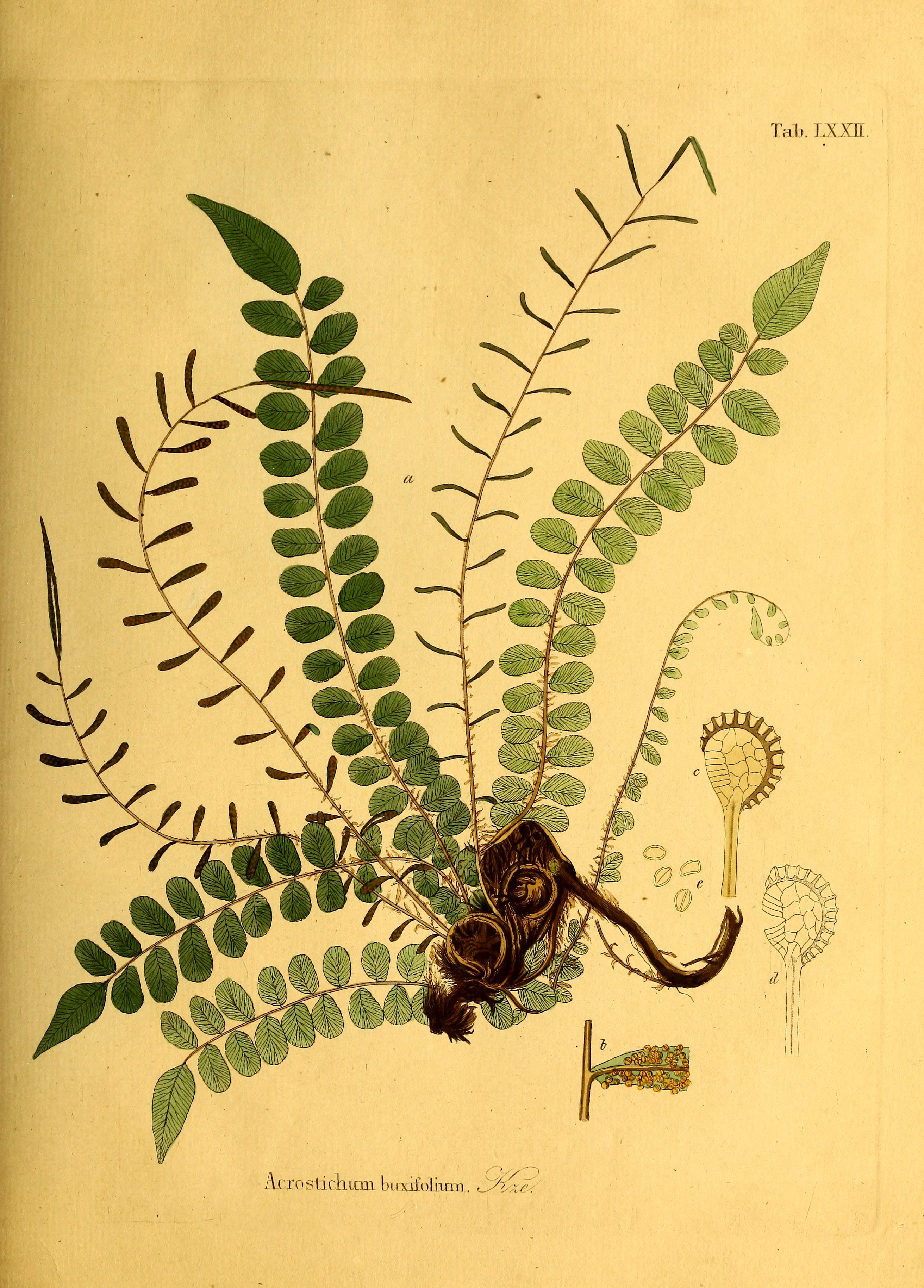
Illustration von Lomariopsis pollicina aus Die Farrnkräuter in kolorirten Abbildungen naturgetreu Erläutert und Beschrieben, 1840

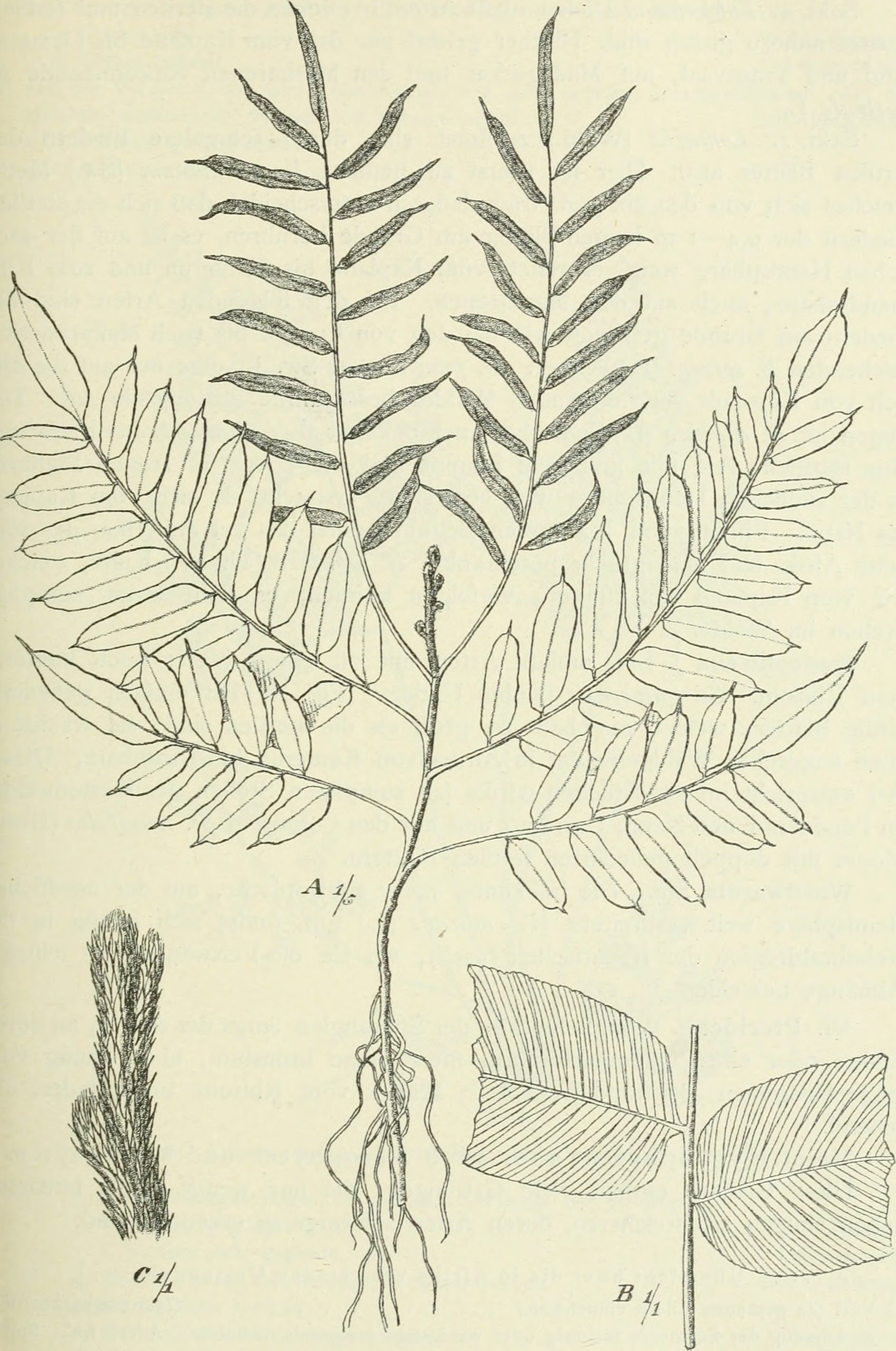
Illustration von Lomariopsis guineensis aus Die Pflanzenwelt Afrikas, insbesondere seiner tropischen Gebiete – Grundzüge der Pflanzenverbreitung im Afrika und die Charakterpflanzen Afrikas, 1910

Es handelt sich um ausdauernde krautige Pflanzen. Die Rhizome sind kriechend, manchmal – bei hemiepiphytischen Arten – auch kletternd. Die Blattstiele besitzen runde Leitbündel, die dachrinnenförmig angeordnet sind. Die Spreiten sind einfach gefiedert. Die Fiederblättchen sind ganzrandig oder gekerbt, häufig gelenkig, bei manchen Arten geöhrt. Die Nerven endigen frei, sind meist parallel oder fiederförmig.
Die Sori sind rund, von einem runden bis nierenförmigen Indusium bedeckt, oder auch ohne Indusium. Die Sporangien können akrostich (an der Spitze) stehen und die Blätter damit dimorph sein. Die Sporen sind bilateral, besitzen eine Narbe (monolet) und sind verschieden geflügelt und ornamentiert.
Die Chromosomengrundzahl beträgt x = 41, bei einigen Lomariopsis-Arten kommen auch kleinere Chromosomenzahlen vor.

## Systematik
Die Familie Lomariopsidaceae wurde 1956 durch Arthur Hugh Garfit Alston in Taxon, Volume 5, Issue 2, Seite 25 aufgestellt. Typusgattung ist Lomariopsis Fée.
Die Familie Lomariopsidaceae umfasst Smith et al. 2006 etwa vier Gattungen, ab 2011 nur noch drei Gattungen und seit 2013 wieder vier Gattungen mit zusammen etwa 70 Arten:
- Cyclopeltis J.Sm.: Die fünf oder sechs Arten gedeihen im tropischen Asien bis Malesien und in der Neotropis.[1]
- Dracoglossum Christenh.: Sie wurde 2007 aufgestellt und enthält nur zwei Arten. Sie sind in der Neotropis verbreitet und kommen von Mexiko bis Panama und auf den karibischen Inseln Puerto Rico, Kleinen Antillen, Trinidad und Tobago und in Südamerika in Kolumbien, Venezuela, Ecuador, Peru, Guyana, Suriname, Französisch-Guyana sowie im nördlichen Brasilien vor.[5]
- Dryopolystichum Copel.: Sie wurde 2017 in diese Familie gestellt und enthält nur eine Art:[3]
  - Dryopolystichum phaeostigma (Ces.) Copel. (Syn.: Aspidium phaeostigma Ces.): Sie gedeiht entlang von Fließgewässern in Tieflandwäldern in Neuguinea, im Bismarck-Archipel und auf den Salomonen.[3]
- Lomariopsis Fée (Thysanosoria A.Gepp):[3] Die etwa 20 Arten gedeihen in der Paläotropis. In China kommen vier Arten vor, zwei davon nur dort.[6]

Der Umfang und die Gliederung der Familie wird kontrovers diskutiert. Die Gattung Schwertfarne (Nephrolepis Schott) wird wieder in eine eigene Familie Nephrolepidaceae gestellt.